# Noriko Mochida
Noriko Mochida (jap. 北田典子 Mochida, Noriko; * 10. August 1966) ist eine ehemalige japanische Judoka. Sie war 1987 Weltmeisterschaftsdritte.

## Sportliche Karriere
Noriko Mochida kämpfte im Halbmittelgewicht, der Gewichtsklasse bis 61 Kilogramm. 1987 und 1988 gewann sie die japanischen Meisterschaften in dieser Gewichtsklasse.
Bereits 1986 siegte Mochida beim Fukuoka Cup, wobei sie im Finale Lynn Roethke aus den Vereinigten Staaten bezwang. Bei den Weltmeisterschaften 1987 in Essen besiegte Mochida im Viertelfinale die Niederländerin Chita Gross und unterlag im Halbfinale der Britin Diana Bell. Den Kampf um eine Bronzemedaille gewann sie gegen Lenka Šindlerová aus der Tschechoslowakei.
Bei den Olympischen Spielen 1988 wurde Frauenjudo als Demonstrationswettbewerb ausgetragen. In ihrem ersten Kampf bezwang sie die Südkoreanerin Kim Sung-hye nach 4:25 Minuten. Nach ihrer Halbfinalniederlage gegen Diane Bell mit Ippon nach 1:37 Minuten gewann sie den Kampf um eine Bronzemedaille gegen Donna Guy aus Neuseeland durch eine große Wertung (waza-ari).